# Торговля людьми в Республике Конго
Торговля людьми в Республике Конго — преступная индустрия, действующая как в самой республике, так и в других странах Африки. Республика Конго не является участником Протокола ООН по торговле людьми от 2000 года к Конвенции ООН против транснациональной организованной преступности.
В группе риска, связанной с торговлей людьми в Республике Конго:
- уязвимые группы населения, включая работающих детей, женщин и девочек, эксплуатируемых в коммерческом сексе
- коренные народы
- незарегистрированные мигранты
- рабочие Корейской Народно-Демократической Республики (КНДР).

Экономические трудности, связанные с COVID-19, повысили уязвимость лиц, работающих в неформальном секторе.
Республика Конго является страной назначения и транзита для детей и взрослых, ставших жертвами торговли людьми в целях принудительного труда и, в меньшей степени, принудительной проституции (данные 2021 года). 
С годами профиль трафикинга менялся, так в 2009 году такие страны Африки, как Того, Мали, Гвинея, Камерун, ДРК, Сенегал  упоминались в качестве источников жертв, попадающих в Республику Конго, а дети, ставшие жертвами внутренней торговли людьми, составляли 10% всех детей-жертв (большинство из них были родом из департамента Пул). В 2009 году до 80% всех детей, ставших предметом торговли, были родом из Бенина, причем девочки составляли 90 процентов этой группы. Однако в период 2016—2021 годов большинство жертв торговли людьми в Конго происходили из Бенина и ДРК и, в меньшей степени, из Габона и других соседних стран.   
Многие дети-жертвы подвергаются принудительному труду:
- в домашней работе,
- в торговле на рынке
- в рыболовстве
- девочек также эксплуатируют в секс-торговле (особенно много жертв из ДРК[1]).

Дети-жертвы, как правило, подвергаются жестокому обращению, имеют долгий рабочий день и практически лишены доступа к образованию или медицинскому обслуживанию; они получают мало или вообще не получают вознаграждения за свою работу. Однако другие деревенские дети добровольно живут с дальними родственниками в городах, посещают школу и выполняют работу по дому в обмен на еду в соответствии с традиционной культурной и семейной моделью, которая не влечет за собой жестокого обращения.
Причиной отступления Правительства Республики Конго от соблюдения минимальных стандартов ликвидации торговли людьми являются ограниченные ресурсы. 
Республике Конго присвоен Управлением Государственного департамента США по мониторингу и борьбе с торговлей людьми:
- «уровень 2» (в 2022 году) [1]
- «уровень 3» (в 2017 году) [3]
- «уровень 2» (в 2010 году)[2]

Однако повышение в 2021 году уровня страны, с третьего до второго, связано не с улучшением работы правительства, а с активностью некоммерческих организаций, в основном международных. Так, правоохранительные органы помогали выводить жертв, выявленных НПО,  из ситуаций эксплуатации только в том случае если те предоставляли финансирование для транспортировки. Со стороны правительства были предприняты такие шаги, как:
- разработка обновленного Национального плана действий (НПД) для Министерства социальных дел (МСД) на 2022–2023 годы
- выявление потенциальных жертв торговли людьми среди коренного населения Бету[1].

По распространённости рабства (отчёт 2018 года) Республика Конго занимало 26-е место из 167 стран, предоставивших данные, т.е. его индекс рабства 26/167 (для сравнения в Японии, где искоренена торговля людьми, индекс рабства 167/167). Оценочное число людей, живших в Республике Конго в состоянии рабства (2018 год)—40 тыс. человек при населении 5,5 млн., что составляет 8 рабов на 1000 человек населения.

## Преследование
Законы
«Закон о защите детей»  (с 2010 года) в главе 2, статье 60 запрещает торговлю, продажу, торговлю и эксплуатацию детей, а статья 115 предусматривает наказание в виде каторжных работ и штрафа в размере от 1 978 до 19 790 долларов США.
Уголовный кодекс Республики Конго предусматривает наказание сутенерства детей в соответствии со статьей 344 (лишение свободы на срок до двух лет и штраф , что не является достаточно строгим по сравнению с наказаниями, предусмотренными  за другие серьезные преступления, такие как изнасилование). 
Закон о борьбе с торговлей людьми 2019 года криминализировал торговлю людьми, в том числе и в целях сексуальной эксплуатации, предусмотрев наказание в виде лишения свободы на срок от пяти до десяти лет, которое является достаточно строгим . 
Борьба правоохранительных органов
Правоохранительные органы не боролись с торговлей людьми:
- не привлекали к уголовной ответственности лиц за преступления, связанные с торговлей людьми
- не осуждали виновных в торговле людьми.

Однако, если в 2009 году Министерство труда расследовало, но не возбудило уголовное дело по девяти новым случаям торговли детьми, а восемь уголовных дел по обвинениям в торговле детьми, возбужденных ранее, оставались незавершенными, и ни по одному из них не было вынесено обвинительного приговора, то в 2021 году было начато расследование пяти новых дел, а также было продолжено расследование заявления 2020 года о судебной коррупции в деле о торговле людьми.
Большая часть деятельности правительства по борьбе с торговлей людьми по-прежнему зависит от финансирования международных доноров.
За бездействие (правительство не финансировало и не предприняло никаких шагов для реализации национального плана действий на 2014–2017 годы, а также не предоставило финансирование Координационному комитету по борьбе с торговлей людьми в Пуэнт-Нуаре, правительство никогда не осуждало торговцев людьми) стране  в 2016 году был понижен уровень со второго до третьего. 
Мероприятия
С 2009 года Министерство социальных дел начало поддерживать партнерские отношения с местными некоммерческими организациями и ЮНИСЕФ, в рамках которого провело обучение 40 следователей министерства по распознаванию жертв торговли людьми и поддержало судебные клиники. 

## Защита
В 2021 году:
- Правительство продолжало финансировать три общественных приюта для жертв торговли людьми, в том числе и для детей
- местная неправительственная организация выявила 11 потенциальных бенинских жертв (пять взрослых и шесть детей), предоставила убежище и психосоциальные услуги девяти из них
- были выявлены потенциальные жертвы торговли людьми среди коренного населения в Бету на севере страны с оказанием базовой гуманитарной помощи, хотя финансируемый государством  центр в районе Мунгали в Браззавиле не сообщал о помощи этим жертвам.
- правительством было подписано двустороннее соглашение с правительством ДРК о полной реализации и официальном оформлении мер по борьбе с торговлей людьми (декабрь 2021 года).

Наряду с этим, Координационный комитет по борьбе с торговлей людьми в Пуэнт-Нуаре, деятельность которого сосредоточена на детях из Западной Африки, привлекаемых к принудительному труду не предоставил информацию о количестве жертв торговли людьми, направленных в пять имеющихся приемных семей, или о финансировании приемных домов.
Для сравнения, в 2009 году правительство не выявило ни одной жертвы и финансировало только один приют Espace Jarot, который обеспечивал уход за небольшим числом детей из групп риска. Деятельность по защите жертв торговли людьми начиналось в 2009 году с сотрудничества полиции с представителями консульств Бенина, Того и Демократической Республики Конго (сформировали рабочую группу для выявления моделей торговли людьми и содействия репатриаци жертв, создания шести детских юридических клиник от министерств социальных дел, юстиции и здравоохранения. Правительство призывало жертв помогать в расследовании и судебном преследовании  торговцев людьми, но многие отказались из-за страха возможного возмездия со стороны торговцев людьми или потому, что они не считали их виновными.

## Профилактика
В 2021 году правительство работало над завершением Национального плана действий (НПД) для Министерства социальных дел (МСД) на 2022–2023 годы.
Для сравнения Правительство начало профилактику торговли людьми в 2008 году с районов Браззавиль и Пуэнт-Нуар.  Отсутствие стандартизированной и централизованной системы хранения бумажных досье по делам о торговле людьми приводило к задержке рассмотрения судебных дел и препятствовало общенациональным усилиям. В 2009 году Министерство здравоохранения (МЗ) в партнерстве с ЮНИСЕФ запустило в Пуэнт-Нуар кампанию по информированию общественности о борьбе с торговлей людьми с участием:
- правительственных чиновников,
- сотрудников служб безопасности
- дипломатического персонала консульств соседних стран,
- лидеров местных мусульманских и христианских общин.

Использовались баннеры с информацией о том, что торговля людьми является незаконной и будет наказываться. В апреле 2010 года министр социальных дел и гуманитарной помощи совместно с ЮНИСЕФ организовал конференцию в Пуэнт-Нуар, посвященную проблеме торговли детьми. Также в течение отчетного периода МЗ при поддержке ЮНИСЕФ также приступило к реализации Национального плана действий правительства на 2009–2010 годы.  

## Профиль трафикинга
Большинство жертв торговли людьми в Конго происходят из Бенина и ДРК и, в меньшей степени, из Габона и других соседних стран (данные 2021 года).
Бенин
Бенин является источником жертв торговли людьми. Обездоленным бенинским родителям обещают дать образование детям, проданным в Республику Конго, в качестве домашней прислуги или в целях сексуальной эксплуатации.
КНДР
Граждане КНДР, работающие в Республике Конго, возможно, посланы работать правительством КНДР (государственный принудительный труд).
Эксплуататоры
Основными эксплуататорами жертв в стране были представители рыбной промышленности и владельцы рыночных магазинов.
Жертвы торговли людьми
Коренное население подвергается принудительному труду в сельском хозяйстве. В Бамбаме, Сибити и Долизи народность банту принуждает взрослых коренных жителей собирать урожай маниока и других культур бесплатно и под угрозой физического насилия или смерти. Дети, ставшие предметом внутренней торговли, прибывают из сельской местности в города, чтобы работать в качестве домашней прислуги у родственников или друзей семьи, а также для принудительного труда в пекарнях, на плантациях какао в департаменте Сангха, плантациях сахарного тростника в департаменте Буэнса и, среди коренного населения, на сборе урожая маниока в департаменте Лекуму.